# 打出名堂
《打出名堂》是由NIKE舉辦的籃球真人秀，也是第一個橫跨大中華地區兩岸三地的籃球實境節目。第一屆《打出名堂》自2014年夏季播出，每周播放一集；並採用當周錄影當周播放的方式，即時記錄熱愛籃球的球員們追求打出名堂的故事，兩千多萬觀看次數獲得兩岸三地許多籃球愛好者的迴響。第二屆的《打出名堂》也在2015年夏季揭開序幕。

## 活動源起
熱愛籃球的素人缺少一個被看見、挑戰自我的機會。為了鼓勵對籃球有夢的孩子，激發他們心裡的籃球火苗，NIKE舉辦了《打出名堂》。如同主持人陳建州所言，《打出名堂》看見了一群「籃球是生活的一部分、身體的一部分，希望把時間都花在籃球場上」的素人球員，讓所有對籃球具有熱情、把籃球視為一切的素人一個接受訓練、挑戰自己，為自己爭取一個被看見的機會。

## 歷屆賽事內容

### 第一屆 2014
- 海選：素人球員自由在網路平台上傳30秒的影片，秀出對籃球的決心、熱情、以及與籃球的故事，就有機會打出名堂。
- 地區選拔(30強名單) - 7月21日至7月25日：在各地區訓練營中，由LeBron James擔綱訓練營教練，帶領素人球員強化籃球技巧，同時在訓練營結束時，公布晉級30強的名單。
- 30強晉級訓練營 – 黑曼巴試煉 – 7月31日至8月2日：30強球員前進上海，在7月31日接受職業等級的高強度籃球訓練，8月1日於黑曼巴球場接受Kobe Bryant親自指導、訓練，8月2日進行第一波淘汰，公布晉級20強的名單。
- 20強晉級訓練營決賽 – 黑曼巴試煉-8月2日至8月4日：20位球員，繼續挑戰10強決賽。而在第一附加賽全場對抗，增加一個名額。第二附加賽，投籃接力抗壓挑戰，再增加一個名額，共12強進入決賽。期間 Kobe 毫不保留地訓練與參與，球員們親身體驗頂尖球星的魅力與成功特質。
- 終極12強決賽 – 8月5日至8月16日：最後12強前進北京，首先在東單球場面對CL Smooth街頭籃球隊的熱身挑戰。結束熱身挑戰賽後，Michael Peck教練針對挑戰賽的缺點進行訓練，增強團隊默契、戰術配合。然而更強悍的對手與更嚴苛的訓練，不但球員的體能下滑，對自己產生質疑，甚至在訓練中發生摩擦。經過衝突、沮喪、與沉思。在教練 Peck 的鼓勵與個別訪談下，球員們找回對籃球的熱情初衷，也更珍惜這次機會。開誠佈公地面對自己的錯誤與缺點，也加深了隊員彼此的信任，球隊的團隊精神更加凝聚。而球隊也在投票選出的隊長吳松蔚的帶領之下，前進五棵松籃球公園，面對中國街頭籃球明星隊的最終挑戰。賽後，由教練、對戰球隊、隊友與觀眾分別選出三位打出名堂MVP：吳松蔚(台灣)、黃律堯(香港)、李觀洋(中國)。
- 3強前進西班牙巴塞隆納參加世界籃球嘉年華(World Basketball Festival)-9月5日-9月7日：9月5日至9月7日期間，三位最終的 MVP 與來自美國NCAA、德國職業隊、法國職業隊的國際球員一起接受訓練，組成 Team AD與Team Kyrie，兩隊完成一場表演賽。並參觀第一屆世界盃籃球賽。

| 時間 | 篇名                     | 內容階段       | 參與球星                 |
| ---- | ------------------------ | -------------- | ------------------------ |
| 7/14 | 第一集：徵召             | 海選           | 易建聯                   |
| 7/24 | 第二集：詹皇降臨         | 海選、30強選拔 | LeBron James             |
| 7/31 | 第三集：草根崛起         | 30強選拔       | LeBron James             |
| 8/7  | 第四集：師從Kobe         | 黑曼巴試煉     | Kobe Bryant              |
| 8/14 | 第五集：並肩作戰         | 黑曼巴試煉     | Kobe Bryant              |
| 8/21 | 第六集：終極決戰(大結局) | 12強決賽       | 易建聯                   |
| 9/5  | 巴塞隆納之旅 DAY 1       | 世界籃球嘉年華 | 凯里·欧文、Anthony Davis |
| 9/6  | 巴塞隆納之旅 DAY 2       | 世界籃球嘉年華 | 凯里·欧文、Anthony Davis |
| 9/7  | 巴塞隆納之旅 DAY 3       | 世界籃球嘉年華 | 凯里·欧文、Anthony Davis |
| 9/7  | 巴塞隆納之旅 決賽        | 世界籃球嘉年華 | 凯里·欧文、Anthony Davis |

### 第二屆 2015
- 海選：素人球員自由在網路平台上傳90秒的影片，在簡單的自我介紹之後，講述獨特的籃球故事以及為什麼值得「打出名堂」的機會。
- 第二階段複選:海選階段於2015年6月26日截止，在數萬條報名影片中選出初賽參賽球員。並經過多次訓練營與選拔後，從各地選出三十強名單。
- 30 強訓練營：從海選中脫穎而出的30位球員前進北京星銳球場接受專業教練及 Paul George 的訓練。最終淘汰六名球員，24 強將前進上海接受 Kobe Bryant 的訓練。
- 24 強訓練營：接受 Kobe 訓練前，24強選手接受MTC訓練中心身體素質與協調性的訓練。在東單球場第一次以團隊形式挑戰街籃，培養團隊默契。六天的強化訓練營中，球員互相競爭的心態也開始產生。來到上海後，隨著 Kobe 訓練營的逼近，球員們訓練時的肢體碰撞與挫折也更多。24位球員見識到Kobe「精準」與「嚴格」的訓練。在Kobe訓練營中淘汰至18強。進行下階段訓練營前，球員們得到一週的休息時間，各自進行身心的休息與加強課表的自主訓練。
- 18 強訓練營：經過教練 Dee Brown 的訓練，球員們接受 LeBron 的挑戰。在增額兩名後，選手淘汰至12人晉級總決賽。
- 12 強挑戰賽：12人組成最終隊伍，經過三天集訓與北京黑豹隊進行最終MVP決定賽。選出四位MVP楊天佑、劉莎玟、陳德恩、安雲鵬。獲得參加明年多倫多明星賽資格。

| 時間 | 篇名                 | 內容階段       | 參與球星                     |
| ---- | -------------------- | -------------- | ---------------------------- |
| 7/21 | 第一集「徵召啟程」   | 海選、30強選拔 | 姚明、DeMarcus Cousins       |
| 7/27 | 第二集「星銳登場」   | 24強選拔       | Paul George                  |
| 8/04 | 第三集「歷練同心」   | 24強選拔       | Paul George                  |
| 8/11 | 第四集「曼巴來襲」   | 18強選拔       | Kobe Bryant                  |
| 8/17 | 第五集「曼巴決選」   | 18強選拔       | Kobe Bryant                  |
| 8/26 | 第六集「詹皇降臨「」 | 12強選拔       | LeBron James                 |
| 9/01 | 第七集「終極對決「」 | MVP選拔        | Darymond Green、Nick Johnson |

## 歷屆球星與教練陣容

### NBA 美國職籃球星
- LeBron James (2014/2015)：第一屆《打出名堂》北京、香港、高雄、台北訓練營、選拔賽教練。[3]在2015第二屆中擔任18強訓練營導師。
- Kobe Bryant (2014/2015)：第一屆《打出名堂》30強上海訓練營與晉級賽活動教練。[4]第二屆打出名堂，於台北訓練營中指導。
- 凯里·欧文 (2014)：第一屆國際訓練營 Team Kyrie客座教練。
- Anthony Davis (2014、2015):第一屆國際訓練營客座教練。第二屆海選教練。因昌鴻颱風取消台北站訓練營活動。
- DeMarcus Cousins (2015)：於2015年6月8日、9日於台北金華國中、南山高中[5]進行兩場訓練營，[6]
- 姚明（2015）：第二屆賽事中擔任海選評審。[7]
- Paul George（2015）：第二屆第一站「星銳球場」的導師。[8]

### 中華區球星
- 易建聯(2014)：第一屆《打出名堂》活動海選評審及決賽評審。
- 陳建州(2014、2015):是《打出名堂》代言人、召集人與主持人。

### 專業教練
- 王非(2014):第一屆與第二屆《打出名堂》海選評審。
- Michael Peck (2014)：第一屆《打出名堂》總教練。[9]
- David Thompson(2015)：打出名堂球員北京站的總教練。
- Eric Viuhkula(2015)：來自美國俄勒岡州波特蘭的教練。擔任上海站總教練。
- Dee Brown(2015)：來自美國佛羅里達州。2002年開始轉任教練職。

### 藝術家/藝人
- 張鈞甯(2014)：第一屆《打出名堂》海選評審。[1]
- 朗朗(2014)：第一屆選拔賽嘉賓。
- 艾力克斯(2014/2015)：現場活動主持人。台灣男藝人，從團體三片吐司出道。

## 科技

### 黑曼巴球場
為了迎接 30 強球員與 Kobe Bryant，NIKE 打造出全世界第一個 LED 球場，當球員們在這塊球場上運動時，感應器獲取他們的動作和聲音，大螢幕則會根據 Kobe Bryant 本人相應的動作出現指導圖像並對球員提出挑戰。預先設定的程式與互動感應裝置使得球場上的圖像能夠在數個真實場景與籃球基礎訓練之間切換。利用平板（ipad）程式選擇訓練模式，用追蹤器追蹤球員動作與時間。

## 外部連結
- 官方网站－打出名堂官網
- 官方网站－打出名堂官方粉絲專頁
- 官方网站－Nike台灣 Youtube 頻道